# Угода про нерозголошення
Угода про нерозголошення (англ. Non-disclosure Agreement (NDA), confidentiality agreement (CA), confidential disclosure agreement (CDA), proprietary information agreement (PIA) або secrecy agreement (SA)) є юридичним договором, укладеним між двома або більше сторонами з метою нерозголошення (зберігання), взаємного обміну знаннями, матеріалами, або іншою інформацією доступ до якої обмежено третім особам, та (або) з метою зберігання (нерозголошення) конфіденційної інформації щодо третіх осіб. Цей тип угод служить для запобігання витоку будь-якої конфіденційної інформації: від виробничих секретів до персональних даних.

## Види
Перше, що необхідно перед складанням угоди про нерозголошення — це визначити вид необхідної угоди.
Можна виділити два основних види:
- Односторонню угоду: одна сторона виявляє бажання довірити певну інформацію іншій стороні, але таким чином, щоб вона залишилася закритою для третіх осіб, виходячи з міркувань секретності або патентного права. Найчастіший випадок вживання таких угод — у трудових відносинах. Деякі трудові договори, укладені між співробітником і роботодавцем, включають положення, що обмежують можливість використовувати і поширювати «конфіденційну інформацію» компанії.
- Взаємна угода про нерозголошення:. Його принципова відмінність від першого виду полягає в тому, що обидві сторони діляться інформацією, яка повинна залишатися закритою для доступу третім особам. Такого роду угоди найбільш часто зустрічаються при спільних підприємствах компаній або при їх злитті.

## Загальні положення договору про нерозголошення
Зазвичай, договір про нерозголошення містить наступні положення:
- сторони договору;
- тлумачення понять договору;
- визначення предмета договору, тобто що стосується до конфіденційної інформації (зазвичай, конфіденційна інформація міститься у Положенні про конфіденційну інформацію);
- термін, та умови, відповідно до яких така інформація не вважається конфіденційною;
- норми права та юрисдикція, згідно з якими регулюються відносини цього договору;
- відповідальність сторін, за порушення умов договору.

## Загальні моменти угод про нерозголошення
Укладаючи договір про нерозголошення необхідно встановити: предмет договору — що належить до конфіденційної інформації; суб'єкти договору — особи які володіють та надають доступ до конфіденційної інформації, особі якій надано доступ до відповідної інформації, а також треті особи щодо яких зберігається конфіденційна інформація.
Конфіденційна інформація — це відомості, які знаходяться у володінні, користуванні або розпорядженні окремих фізичних чи юридичних осіб і поширюються за їх бажанням відповідно до передбачених ними умов. Визначення поняття Конфіденційна інформація викладено у ст.21 ЗУ «Про інформацію».
Особи, які володіють конфіденційною інформацією, самостійно визначають режим доступу до неї, включаючи належність її до категорії конфіденційної, та встановлюють для неї методи захисту. До кола конфіденційної інформації у сфері господарської (підприємницької) діяльності належить інформація, що визнається такою законом (стаття 862 ЦК (435-15), комерційна таємниця (статті 505—508 ЦК) та «ноу-хау» (стаття 1 Закону України «Про інвестиційну діяльність» (1560-12).
Господарський Кодекс України в ст.36 містить норми захисту конфіденційної інформації суб'єктів господарювання.